# Зеленогорск (станция)

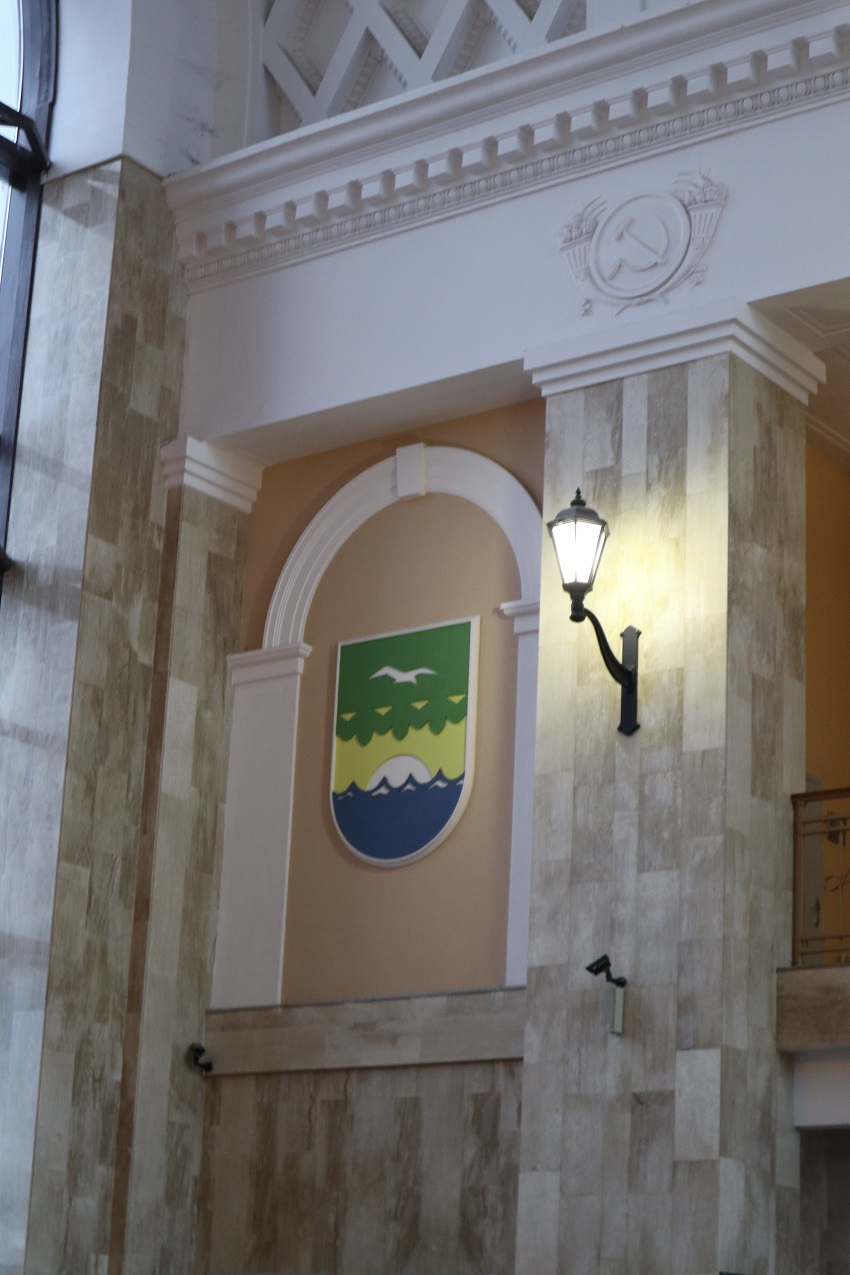
Декор внутреннего убранства вокзала в гор. Зеленогорск Курортного района Санкт-Петербурга.

Зеленого́рск — железнодорожная станция Октябрьской железной дороги на участке Санкт-Петербург — Выборг между платформами Комарово и Ушково. Станция расположена в городе Зеленогорск, находящегося в составе Курортного района Санкт-Петербурга.

## Описание станции
Зеленогорск — зонная станция. Она является конечной для части пригородных электропоездов из Санкт-Петербурга, а также «рельсового автобуса» РА2 (ранее дизель-поездов Д1 — некоторые продолжали движение на Санкт-Петербург — впоследствии поезда на тепловозной тяге) Выборг — Приморск — Зеленогорск. На станции останавливаются также и электропоезда повышенной комфортности. На станции делают также остановку поезда «Москва — Петрозаводск» с прицепными вагонами «Москва — Горный парк Рускеала».
Выборгский ход электрифицирован в 1951 году.
На станции три платформы. Первая платформа имеет высокую и низкую часть. Низкая часть платформы прилегает к зданию вокзала. Вторая платформа — островная. Третья платформа состоит из боковой (несмотря на расположение между двумя путями) высокой части и отчасти островной, отчасти боковой к соседнему пути низкой части. От низкой части платформы отправляется «рельсовый автобус» РА2 маршрута Зеленогорск — Приморск — Выборг и у этой самой низкой части платформы останавливается «рельсовый автобус» РА2 маршрута Санкт-Петербург — Зеленогорск — Приморск — Выборг. В летнее время года также курсирует шестивагонный электропоезд на Советский, который на Приморском ходу следует под тепловозом М62 — указанный электропоезд также останавливается у низкой части третьей платформы.
Все платформы имеют ограждения безопасности для безопасности пассажиров при проходе скоростных поездов.
Платформы связаны с вокзалом подземным пешеходным переходом.
Станция является узловой, от неё отходит железная дорога на Приморск. Ранее эта железная дорога отходила от станции Ушково, но после превращения станции Ушково в остановочный пункт в 2008 году эта линия начинается на станции Зеленогорск, на участке Зеленогорск — Ушково проходит параллельно основной линии и перед остановочным пунктом Ушково отходит от неё.

## Вокзал
Первое деревянное здание вокзала было открыто вместе со станцией, в 1870 году. Оригинальным названием города (ранее посёлка) и станции было финское Terijoki (Терийоки), но в русском языке вплоть до 1949 года часто употреблялся «сокращённый» вариант — Териоки.
Вследствие роста пассажиропотока, стало ясно, что пропускной способности старого вокзала недостаточно. Поэтому в 1917 году началось строительство нового, каменного, здания вокзала Териоки по проекту финского архитектора Бруно Гранхольма. 1 декабря 1917 года здание вокзала было введено в эксплуатацию.
Современники вспоминали:

«Териокский вокзал был по-городскому комфортабелен. В здании находился высокий, светлый зал для ожиданий. По соседству с залом располагались рестораны первого и второго классов. …Особенностью терийокского ресторана было также то, что здесь стоял на виду самовар, чего не было нигде в других частях страны. Два перрона вокзала были соединены туннелем, который сохранился и поныне».

Во время Советско-Финской и Великой Отечественной войн здание вокзала сильно пострадало. В 1949 году ж.-д. станция Териоки была переименована в Зеленогорск. В 1950 году здание было подвергнуто реконструкции по проекту архитектора А. А. Гречанникова . Реконструированное здание стоит и по сей день.

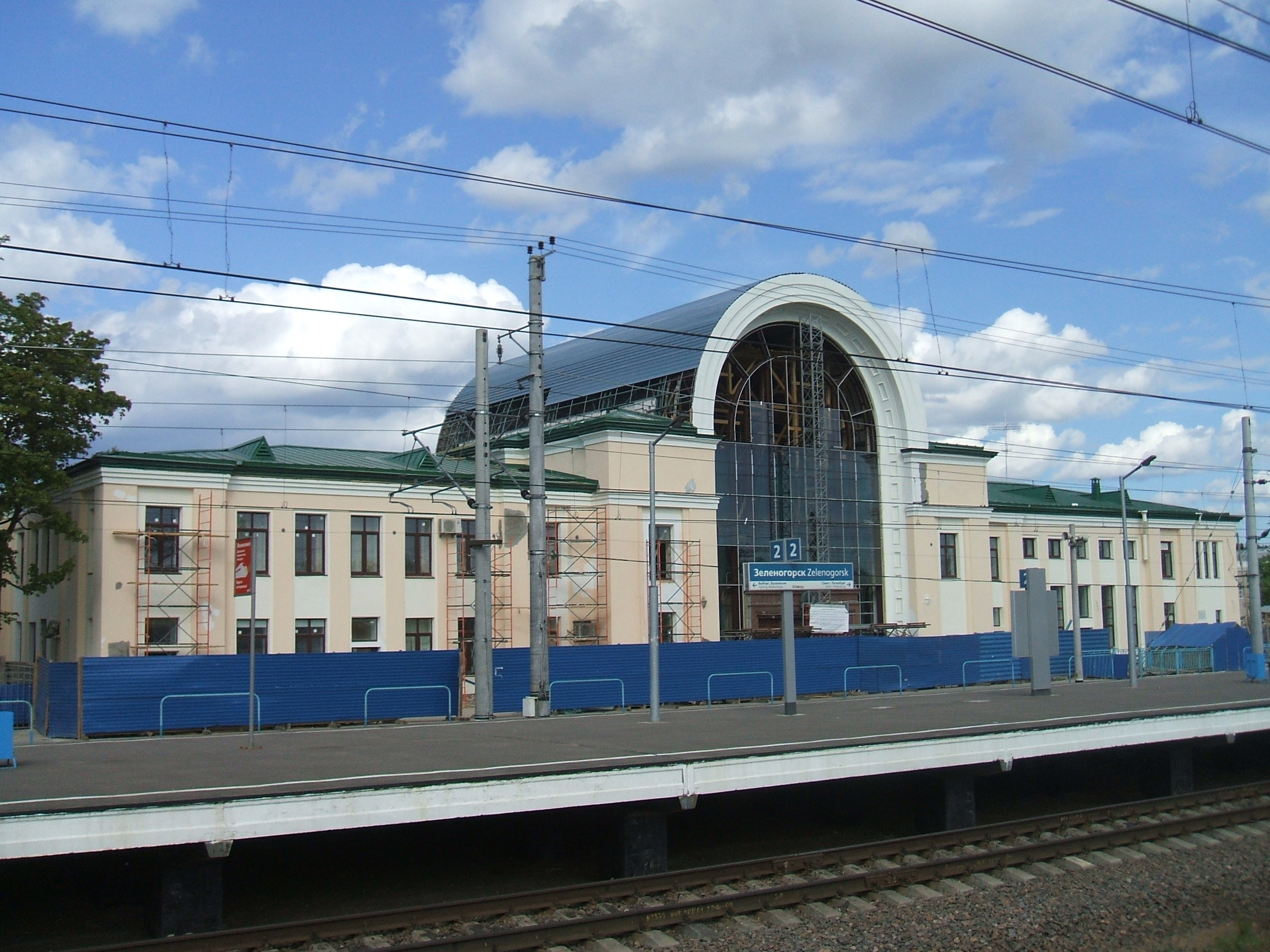
Вокзал 2012 год

14 декабря 2011 г. под ремонтируемой кровлей вокзала случился пожар, которому был присвоен номер сложности 1-бис. Летом 2012 года после масштабной реконструкции вокзал открыли. Поменялся внешний облик здания, внутренние коммуникации, перепланировка помещений, установлены турникеты, обновлён туннель под путями, появилась современная система видеонаблюдения и оповещения. Теперь этот комплекс полностью вписывается в концепцию умного вокзала, который удобен и для пассажиров, в том числе с ограниченными физическими возможностями, и для железнодорожников. Однако, в ходе этих работ оригинальное витражное остекление и огромные металлические рамы в центре вокзала были заменены утилитарными стеклопакетами, что исказило и упростило облик здания. Оригинальный цоколь здания заменен (либо закрыт) каменной плиткой низкого качества. Пристроенные пандусы с северной стороны и козырьки над подземными переходами у платформ выглядят громоздкими и чужеродны архитектуре вокзала, поэтому могут считаться визуальным загрязнением.

## Фотогалерея
| - Первый деревянный железнодорожный вокзал. Фото 1910-х годов | - Вид на вокзал с третьей платформы - Платформа № 3, вид в сторону Выборга - Электропоезд ЭР2-1280 сообщением Рощино — Санкт-Петербург прибыл к платформе №3 |